# Carolin Hecht
Carolin Hecht (* 20. Dezember 1964) ist eine deutsche Drehbuchautorin.

## Leben
Nach ihrem Studium der Theater- und Kommunikationswissenschaften in München und London, das Carolin Hecht mit einem M.A. abschloss, arbeitete sie zunächst als freie Journalistin für renommierte Publikationen wie Geo, Stern und die Süddeutsche Zeitung sowie als Dramaturgin an verschiedenen Theatern. Ab 1990 war sie als Produzentin bei der Polyphon Film- und Fernsehgesellschaft tätig, bevor sie sich 1998 als Drehbuchautorin selbständig machte.
Seit Ende der 1990er Jahre hat sie sich mit zahlreichen erfolgreichen Film- und Fernsehproduktionen einen Namen gemacht. Besonders bekannt wurde sie durch die Sat.1-Komödie Allein unter Töchtern (2007) mit Hannes Jaenicke, die vier Fortsetzungen erlebte. Der zweite Teil, Allein unter Schülern (2010), wurde mit dem Bayerischen Fernsehpreis für das beste Drehbuch ausgezeichnet.
Zu ihren weiteren Werken zählen unter anderem die Historienfilme Das Vermächtnis der Wanderhure (2012) – nach der Romanvorlage "Das Vermächtnis der Wanderhure" von Ina Lorentz – und In einem wilden Land(2013) sowie die Kinoproduktion Wendy – Der Film (2017), der 2018 eine Fortsetzung fand.

## Filmografie (Auswahl)
- 1999: Racheengel
- 2000: Holiday Affair
- 2001: Ein Vater zu Weihnachten
- 2002: Voll korrekte Jungs
- 2005: Mr. Nanny, Ein Mann für Mama
- 2005: Brautpaar auf Probe
- 2007: Zwei Wochen Chef
- 2007: Allein unter Töchtern
- 2008: Kleine Lüge für die Liebe
- 2009: Joanna Trollope: In Boston liebt man doppelt
- 2009: Ich steig' Dir aufs Dach, Liebling
- 2009: Allein unter Schülern
- 2010: Bei manchen Männern hilft nur Voodoo
- 2011: Allein unter Müttern
- 2011: Keine Bagatellen
- 2012: Allein unter Nachbarn
- 2012: Das Vermächtnis der Wanderhure
- 2013: In einem wilden Land
- 2013: Die verbotene Frau
- 2014: Wind aus West mit starken Böen
- 2014: Zwischen Himmel und Hier
- 2015: Die Büffel sind los! (Fernsehfilm)
- 2015: Allein unter Ärzten
- 2016: Fluss des Lebens: Okavango, fremder Vater
- 2016: Wendy – Der Film
- 2017: Wendy 2 – Freundschaft für immer
- 2019: Weingut Wader – Nur zusammen sind wir stark
- 2019: Weingut Wader – Neue Wege
- 2021: Die Eifelpraxis – Familiengeheimnisse
- 2022: Nächste Ausfahrt Glück – Song für die Freiheit
- 2023: Nächste Ausfahrt Glück – Familienbesuch
- 2024: Nächste Ausfahrt Glück – Endlich ich

## Serie
- 2010: Sturmfrei, 4 Folgen – Kinderserie, KIKA

## Bücher
- 2016: Wendy – Das Buch zum Film, Schneiderbuch 2016, ISBN 978-3-505-13977-2

## Auszeichnungen
- 2018 Kinder Tiger, Nominierung: Wendy 2 – Freundschaft für immer
- 2010 Bayerischer Fernsehpreis für das Drehbuch „Allein unter Schülern“, TV-Spielfilm, SAT 1.
- 2007 Preis der Akademie der Dramatischen Künste, Nominierung für das Drehbuch „Zwei Wochen Chef“, TV Spielfilm, Pro7